# نجع شیخ علی، قنا
نجع شیخ علی (به عربی: نجع الشيخ علي)، روستایی از توابع دشنا در استان قنا و کشور مصر است.

## جمعیت
براساس سرشماری سال ۲۰۰۶ مصر، جمعیت آن ۱۲۰۰۴ نفر(۵۸۲۱ مرد و  ۶۱۸۳ زن) بوده‌است.